# Файненшл-дистрикт (Мангеттен)
40°42′27″ пн. ш. 74°00′33″ зх. д. / 40.7075° пн. ш. 74.009166666667° зх. д.
Файненшл-дистрикт (англ. Financial District) також відомий як FiDi — фінансовий район Нижнього Манхеттена який розташований на південному краю Мангеттена в Нью-Йорку. Обмежений Вест-сайдським шосе на заході, Чемберс-стріт і Сіті-Холл-парком на півночі, Бруклінським мостом на північному сході, Іст-Ривер на південному сході та Південним поромом і парком Батарея на півдні.
Місто Нью-Йорк було створено в сучасному фінансовому районі в 1624 році, і околиці приблизно збігаються з межами поселення Нью-Амстердам наприкінці 17-го століття. Район містить офіси та штаб-квартири багатьох великих фінансових установ міста, включаючи Нью-Йоркську фондову біржу та Федеральний резервний банк Нью-Йорка. Розташований на Волл-стріт у фінансовому районі, Нью-Йорк називають провідним фінансовим центром і найпотужнішим в економічному відношенні містом світу, а Нью-Йоркська фондова біржа є найбільшою у світі фондовою біржею за загальним обсягом ринкова капіталізація. Кілька інших великих бірж мають або мали штаб-квартири у Фінансовому районі, включаючи Нью-Йоркську товарну біржу, NASDAQ, Нью-Йоркську торгову раду та колишню Американську фондову біржу.